# Мочары
Мочары — деревня в Смоленской области России, в Демидовском районе. Расположена в северо-восточной части области в 47 км к северо-востоку от Демидова, в 12 км к югу от границы с Тверской областью на левом берегу озера Ельша.
Население —16 жителей (2007 год). Входит в состав Борковского сельского поселения.

## Достопримечательности
- Комплекс памятников археологии:
  - Стоянка конца мезолита, начала неолита на южной окраине деревни VI—V тысячелетия до н. э.
  - Неолитическая стоянка на восточной окраине деревни на берегу озера Ельша IV—III тысячелетия до н. э.
  - Городище денпро-двинских племён 1-го тысячелетия до н. э. в 1 км к югу от деревни.